# Élisabeth du Palatinat (1540-1594)
Pour les articles homonymes, voir Élisabeth du Palatinat.
Élisabeth du Palatinat (30 juin 1540 - 8 février 1594) est landgravine consort de Thuringe de 1558 à 1566.

## Biographie
Élisabeth est la fille de l'électeur Frédéric III du Palatinat et de son épouse Marie de Brandebourg-Culmbach. Elle épouse le 12 juin 1558 à Weimar Jean-Frédéric II de Saxe, landgrave de Thuringe. Deux enfants sont issus de cette union :
- Jean-Casimir, duc de Saxe-Cobourg
- Jean-Ernest, duc de Saxe-Eisenach.